# District de Guararé
Le district de Guararé est l'une des divisions qui composent la province de Los Santos, au Panama. En 2010, le district comptait 10 381 habitants.

## Toponymie
Le nom Guararé est d'origine Ngäbe incontestable et est utilisé pour nommer le poisson raya ou mantarraya. Il vient probablement de deux termes ngäbe : gwa, qui signifie « poisson », et « arare » qui signifie « rayon ». C'est le nom du cacique que les Espagnols ont trouvé sous le commandement de Gaspar de Espinoza, en 1516, dans la région azurense qui comprend aujourd'hui le district de Guararé. Les Espagnols avaient également l'habitude d'attribuer à la région ou au cacicazgo le même nom que le cacique qui y régnait. Parfois, les Espagnols, au lieu de Guararé, écrivaient « Guarararí ». Le suffixe ri, selon la langue ngäbe, indique l'existence d'une rivière ou d'un ruisseau. Pour cette raison, « Guarari » signifie « Rivière des poissons-raies ».

## Crédit d'auteurs
- (es) Cet article est partiellement ou en totalité issu de l’article de Wikipédia en espagnol intitulé « Distrito de Guararé » (voir la liste des auteurs).